# NOT NULL制約
NOT NULL制約（NOT NULLせいやく、Not Null Constraint）とは、データベースにおいてデータを追加、更新する際の、列に対する制約の一つで、その列に必ず意味のある値が設定されることを要求する。
例えば、「従業員」テーブルにおいて、従業員氏名の定義を EMPNAME VARCHAR(20) NOT NULL と指定すると、各行に従業員氏名が必ず設定されるようになる。
ここでNULLとは、値が未設定の状態をいう。

## 構文
値が未設定の状態を認めない列に "NOT NULL" を付与してテーブルを作成する。
```
CREATE TABLE テーブル名 (列名1 列データ型1 NOT NULL, 列名2 列データ型2, …);

```